# شهرستان ییچوان (شاآنشی)
شهرستان ییچوان (به انگلیسی: Yichuan County) یک شهرستان در چین است که در یان‌آن واقع شده‌است. شهرستان ییچوان ۲٬۹۴۵ کیلومتر مربع مساحت و ۱۱۷٬۲۰۳ نفر جمعیت دارد.